# Les Bois-d'Anjou
Les Bois-d'Anjou é uma comuna francesa na região administrativa da Pays de la Loire, no departamento de Maine-et-Loire. Estende-se por uma área de 60,22 km². Em 2010 a comuna tinha 2 687 habitantes (densidade: 44,6 hab./km²).
A municipalidade foi estabelecida em 1 de janeiro de 2016 e consiste na fusão das antigas comunas de Fontaine-Guérin, Brion e Saint-Georges-du-Bois.